# アレゲニー天文台
アレゲニー天文台（Allegheny Observatory）はアメリカ合衆国の天文台である。ピッツバーグ大学の物理学、天文学部門の施設となっている。施設はアメリカの歴史遺産登録制度（National Register of Historical Places）に登録されている。

## 歴史
1859年2月15日に現在はピッツバーグに合併されたアレゲニー市にアレゲニー望遠鏡協会と自称した裕福な工場経営者グループによって設立された。当初は研究目的ではなく公的教育のために設立されたが、1867年頃には用途が変わっていきその後、ペンシルベニア西部大学（Western University of Pennsylvania）、後のピッツバーグ大学に寄付された。
大学は天文台長にサミュエル・ラングレーを雇い、ラングレーの指導で太陽黒点の研究を始めた。ラングレーは極めて精緻な黒点のスケッチを残した。（サミュエル・ラングレーは後にスミソニアン協会に移り、飛行実験で有名になる。）
1883年11月18日から北アメリカの鉄道標準時間の時報をカナダ、アメリカの鉄道に電信で報ずる業務を始めた。東部標準時の正午を報じ、大陸を横断する鉄道は時刻表の時間を同期させた。この日が北アメリカで標準時間が初めて使われるようになった日である。
時報の業務から得られる収入でラングレーの給料と研究予算をまかなった。1920年にアメリカ海軍天文台が無料で標準時間の時報を報じるようになるまで、アルゲニー天文台の時報業務は続けられた。

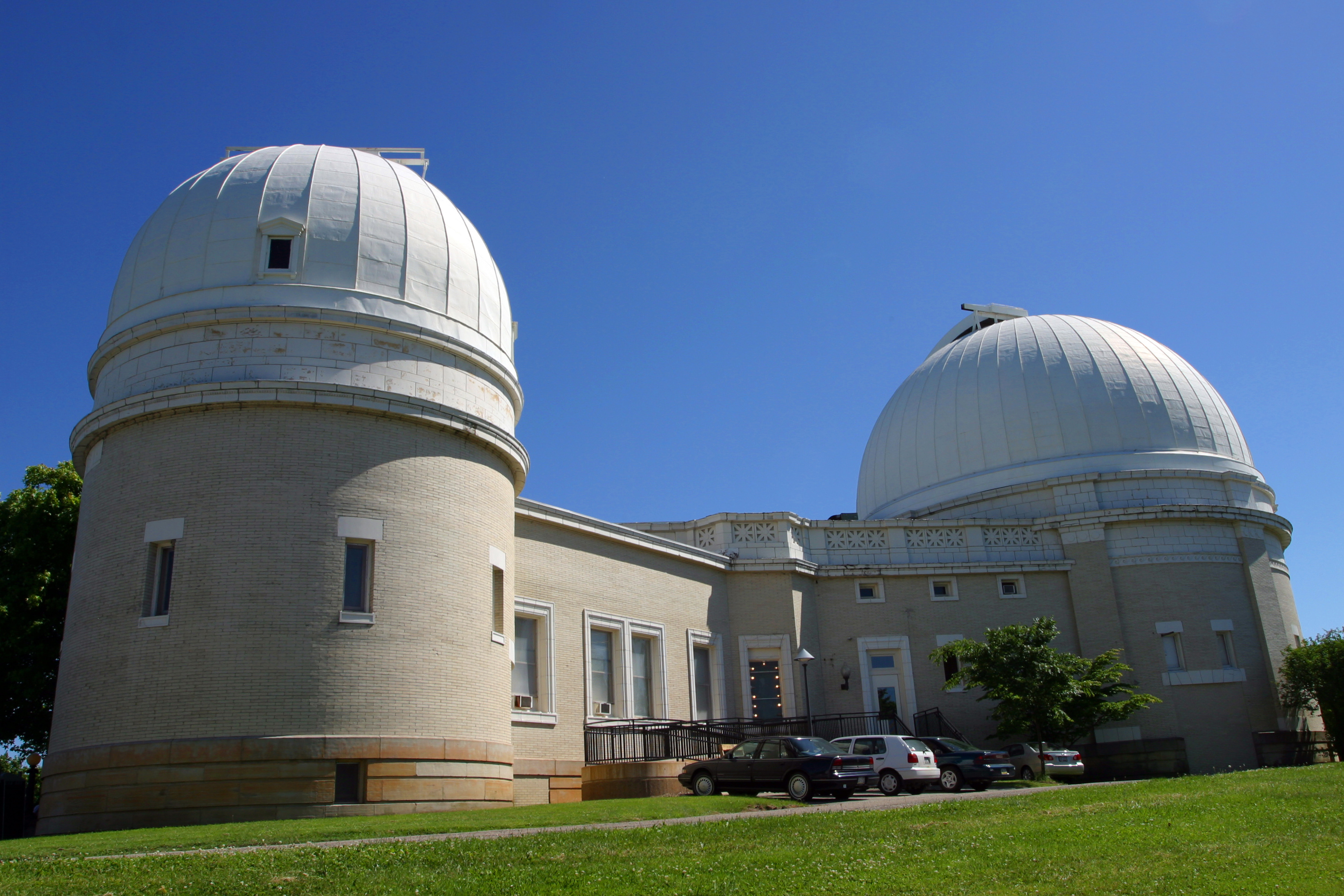

## 新天文台
1900年から新しい天文台への建て替えが始まり、T.E. Billquistの設計の建物は1912年に完成した。ピッツバーグのダウンタウンの北4マイルのところに建てられた。L型の建物には図書室、講堂、実験室などがあり、望遠鏡が収納された3つの半球状のドームがある。2つは研究に使われ、1つは教育と公開展示に使われている。アレゲニー天文台の有名な研究者にはジェームズ・キーラーやジョン・ブレイシア（John Brashear）がいる。
前の天文台施設は売却され、孤児院などの用途に使われた。

## 研究
現在は太陽系外惑星の研究が行われている。位置天文学の方法により、Multichannel Astrometric Photometer（MAP）を使って6ヶ月ごとに2回、観測する恒星と、最も近くに見える恒星の位置を測定し、観測する恒星の見えない伴星の重力による位置のふらつきを観測し、伴星の存在や伴星の質量を観測しようとするものである。何千という写真観測結果があり、それらを使った系外惑星の研究も行われている。